# Stonebridge (Nouvelle-Zélande)
Pour les articles homonymes, voir Stonebridge.
La ville de Stonebridge, aussi connue sous le nom de Stonebridge Estate, est une banlieue proche de la limite ouest de Hamilton, dans l’ouest de l’île du Nord de la Nouvelle-Zélande.

## Situation
La ville jouxte Dinsdale à l’est et Western Heights au nord.

## Histoire
Cette banlieue était constituée de terres agricoles jusqu'à ce que le développement urbain commence vers 1996  mais de grandes exploitations agricoles sont toujours présentes entre les lotissements.
Le terrain est principalement vallonné avec un ravin sinueux.
Les promoteurs ont modifié la végétation et le paysage existants pour créer une série d'étangs reliés par un ruisseau.

## Population
En 2013, la zone statistique (en) 0978002 avait une population de 93 personnes vivant dans 33 maisons.